# Klaus Kinkel
Klaus Kinkel (født 17. december 1936 i Metzingen, Baden-Württemberg, Tyskland, død 4. marts 2019 i Sankt Augustin, Nordrhein-Westfalen, Tyskland) var en tysk politiker, der har repræsenteret FDP. Kinkel var justitsminister, udenrigsminister og vicekansler i Helmut Kohls regering 1991–1998.
Kinkel blev født i en katolsk familie. Efter at have taget sin studentereksamen i Hechingen, påbegyndte han studier i jura ved universiteterne i Tübingen, Bonn og Köln. Han tog sin første juridiske eksamen i Tübingen og den anden i Stuttgart, hvorefter han blev dr.jur.. 
Efter først at have arbejdet for delstaten Baden-Württemberg, blev han i 1968 ansat i forbundsrepublikkens indenrigsministerium, Bundesministerium des Innern. Her var han 1970–1974 personlig referent for Hans-Dietrich Genscher. Sammen med Genscher skiftede han i 1974 til udenrigsministeriet, Auswärtiges Amt. Fra 1979 til 1982 var han formand for Bundesnachrichtendienst.
Han blev medlem af FDP i 1991, og var medlem af Bundestag fra 1994 til 2002. Kinkel blev udnævnt til justitsminister i 1991, men allerede i 1992 forlod han embedet for at blive udenrigsminister, hvilket han var til Kohl-regeringens afgang i 1998. Fra 1993 var han desuden vicekansler. På den post efterfulgte han Jürgen Möllemann.
Kinkel var desuden formand for FDP 1993–1995.

## Eksterne links
- Wikimedia Commons har flere filer relateret til Klaus Kinkel